# Valentin Costache
Valentin Ionuț Costache (n. 2 august 1998, Videle, România) este un fotbalist român, care joacă pe post de mijlocaș lateral la UTA Arad în SuperLiga României. Pe plan internațional, are prezențe la națională pentru România Sub-17, România Sub-21 și România U23⁠(d).

## Cariera
Costache a început cariera în orașul natal, la CSȘ Videle. În 2014, a ajuns la juniorii lui Dinamo București. S-a remarcat la echipa de juniori a lui Dinamo în martie 2015 când a adus victoria echipei într-un meci contra rivalei Steaua, A fost convocat de mai multe ori la naționala U17, dar nu s-a putut impune acolo, fiind preferat ca titular Ianis Hagi.
A debutat la echipa mare a lui Dinamo în Liga I în decembrie 2015, în meciul terminat la egalitate 1-1 cu CFR Cluj, și apoi, după pauza de iarnă, a jucat titular în meciul câștigat la 14 februarie 2016 cu 1-0 pe teren propriu cu FC Botoșani, când a și înscris unicul gol al meciului și a primit un cartonaș galben pentru că a ieșit de pe teren în timp ce își sărbătorea reușita, iar Gazeta Sporturilor i-a acordat cea mai mare notă, 7, dintre jucătorii de pe teren, la egalitate cu coechipierul său, croatul Antun Palić. Meciurile repetate i-au crescut cota, și a fost transferat la CFR Cluj în toamna lui 2017 pentru 800.000 de euro. Acolo nu s-a impus ca titular, jucând mai mult pe finalurile de meci și fiind trimis de câteva ori și la echipa a doua.
La 16 iunie 2022, a semnat un contract pentru două sezoane cu posibilitate de prelungire pentru încă unul cu Rapid București.

## Palmares
CFR Cluj
- Liga I (4): 2017–18, 2019–20, 2020–21, 2021–22
- Supercupa României (2): 2018, 2020